# Одна из многих (Мосэнерго)
«Одна из многих (Мосэнерго)» — советский чёрно-белый сатирический анимационный фильм-плакат, снятый в 1943 году студией «Союзмультфильм» по заказу Энергосбыта Мосэнерго (указано в титрах).

## Описание
Текст читает артист Осип Абдулов. В титрах жанр мультфильма определяется как кинофельетон. В мультфильме использована композиция Иоганна Штрауса «Perpetuum Mobile».

## Сюжет
Плакат о необходимости экономить электроэнергию, особенно в войну. Марьиванна уходит с работы, не выключив свет, а дома включает по нескольку мощных электроприборов. Она быстро выходит за установленный лимит энергопотребления, но не придаёт этому значения, даже когда к ней стучится рабочий с плаката «Чтобы умножить снарядов количество, всегда и везде экономь электричество». В итоге антропоморфные персонификации электроприборов отрезают провода в коммунальную квартиру, где она живёт. Но Марьиванна — только одна из многих беспечных москвичей.